# Gli indifferenti (film, 2020)
Pour les articles homonymes, voir Gli indifferenti.
Pour plus de détails, voir Fiche technique et Distribution.
Gli indifferenti est un film franco-italien réalisé par Leonardo Guerra Seràgnoli (it) et sorti en 2020. Il s'agit de la deuxième adaptation cinématographique du roman Les Indifférents (Gli indifferenti) d'Alberto Moravia publié en 1929, après celle de Francesco Maselli sortie en 1964 et intitulée Les Deux Rivales (Gli indifferenti).

## Synopsis
Sous un climat de ruine, une femme (Maria Grazia), mère de deux enfants se fait approcher par un homme (Leo) qui se positionne en amant envieux de racheter avec profit sa maison, ce qui lui revalorise personnellement. Mais il a également des vues sur sa possible belle-fille (Carla) malgré l'ambiance d'inceste générée. Son frère (Michele) qui n'en est pas dupe, s'en retrouve perturbé. Et, dans ces petits jeux d'emprise et de séduction, chacun y trouvera un intérêt et contribuera au culte d'une sensualité opportune, ce qui parallèlement alimente l'insupportable pour lequel une explosion familiale serait salutaire ou, pour le moins, salvatrice.

## Fiche technique
Sauf indication contraire, les informations mentionnées dans cette section peuvent être confirmées par la base de données cinématographiques IMDb,  présente dans la section « Liens externes ».
- Titre original : Gli indifferenti[3] (litt. « Les Indifférents »)
- Réalisateur : Leonardo Guerra Seràgnoli (it)
- Scénario : Leonardo Guerra Seràgnoli (it), Alessandro Valenti (it) d'après Alberto Moravia
- Photographie : Gian Filippo Corticelli (it)
- Montage : Carlotta Cristiani, Giogiò Franchini (it)
- Effets spéciaux : Fabio Traversari
- Musique : Matteo Franceschini
- Décors : Loredana Raffi, Giada Calabria
- Costumes : Mariano Tufano (it)
- Production : Fabrizio Donvito, Daniel Campos Pavoncelli, Benedetto Habib, Marco Cohen, Ines Vasiljevic, Nicola Lusuardi
- Sociétés de production : Indiana Production (it), Nightswim, Le Spectre
- Pays de production :  Italie -  France
- Langue originale : italien
- Format : Couleurs - 2,39:1
- Durée : 81 minutes (1 h 21)
- Genre : Drame
- Dates de sortie :
  - Italie : 24 novembre 2020 (Internet)
  - Russie : 27 avril 2021 (Festival international du film de Moscou 2021)

## Distribution
- Valeria Bruni Tedeschi : Maria Grazia Ardengo
- Edoardo Pesce : Leo Merumeci
- Vincenzo Crea : Michele Ardengo
- Beatrice Grannò : Carla Ardengo
- Awa Ly : Marame
- Blu Yoshimi : Lavinia
- Giovanna Mezzogiorno : Lisa
- Giovanni Anzaldo : l'ami de Leo (voix)
- Eugenio Di Fraia : Marven 4
- Denise Tantucci : l'amie de Carla
- Pilar Fogliati : l'invité